# מ

筆記体

מ（メム、ヘブライ語: מ״ם, מֵם mem）はヘブライ文字の13番目の文字。ヘブライ数字の数価は40。
ギリシャ文字のΜ、キリル文字のМ、ラテン文字のMに対応する。

## 音声
両唇鼻音/m/を表す。

## 起源
水（ヘブライ語: מים mayim）を描いた文字に由来する。

## 語末形
単語の終わりでは「ם」を用いる。メムソフィート（מ״ם סופית）という。

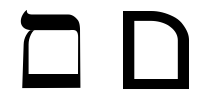
メムソフィート
語末形の筆記体